# Idioma malto
Malto es una lengua drávida septentrional que se habla principalmente en el este de la India por el pueblo Malto.

## Variedades
Hay dos variedades de Malto que a veces se consideran idiomas separados, Kumarbhag Paharia (Devanagari: कुमारभाग पहाड़िया) y Sauria Paharia (Devanagari: सौरिया पहाड़िया). El primero se habla en los estados de Jharkhand y Bengala Occidental de la India, y en pequeñas zonas del estado de Odisha, y el segundo en los estados de Bengala Occidental, Jharkhand y Bihar de la India. La similitud léxica entre los dos se estima en un 80%.
El idioma mal paharia puede tener un sustrato basado en Malto.
El censo de 2001 encontró 224.926 hablantes de malto, de los cuales 83.050 estaban etiquetados como hablantes de pahariya y 141.876 hablaban otras lenguas maternas (dialectos).

## Fonológia
Malto tiene un sistema vocal dravídico típico de 10 vocales: /a, e, i, o, u/ y sus formas alargadas. Malto tampoco tiene grupos de vocales ni diptongos.
|              |              | Bilabiales | Dentales | Alveolares | Retroflejas | Palatales | Velares | Uvulares | Glotales |
| ------------ | ------------ | ---------- | -------- | ---------- | ----------- | --------- | ------- | -------- | -------- |
| Nasales      | Nasales      | m          | n̪        |            |             | ɲ         | ŋ       |          |          |
| Oclusivas    | Sordas       | p          | t̪        |            | ʈ           | c         | k       | q        |          |
| Oclusivas    | Sonoras      | b          | d̪        |            | ɖ           | ɟ         | g       |          |          |
| Fricativas   | Fricativas   |            | ð        | s          |             |           |         | ʁ        | h        |
| Aproximantes | Aproximantes |            |          | l          |             |           |         |          |          |
| Róticas      | Róticas      |            |          | r          | ɽ           |           |         |          |          |

- El grupo /ŋʁ/ se pronuncia [ɴɢ].[5]
- Los dialectos del sur y del oeste tienen /ʔ/ en lugar de /q/ y /h/ en lugar de /ʁ/ y /ŋʁ/. Coda /ð/ es un alófono de /d̪/.[5]

## Gramática
La gramática general del idioma no es diferente a la de las comunidades circundantes. Un aspecto interesante de su cultura que influye en la sintaxis del idioma está presente en la asignación de género a los sustantivos.

### Género
El género de las palabras en el idioma Malto se clasifica como masculino, femenino o neutral. La forma masculina está presente cuando denota cualquier cosa relacionada con el hombre o deidades viciosas. Asimismo, la forma femenina está presente en sustantivos que denotan mujeres, el Ser Supremo y deidades menores. Aunque el término coloquial para padre 'abba' es un sustantivo tradicionalmente femenino, su objetivo es mostrar respeto. Sumado a que el Ser Supremo también es femenino, el respeto por las mujeres de la comunidad es evidente a través de su gramática. De lo contrario, se hace referencia a los sustantivos con género neutro, lo que la convierte, con diferencia, en la forma más popular.

## Sistema de escritura
Dado que las tasas de alfabetización entre el pueblo malto son muy bajas, tiene sentido que el idioma no sea un idioma tradicionalmente escrito. Cuando el idioma fue conmemorado por escrito por primera vez (por Ernest Droese en 1884), compartía el sistema de escritura devanagari como ocurre con muchos idiomas de la India. La parte escrita del idioma, que se complementa mucho más tarde en su vida, da el efecto de que Malto permanece auténtico a través del diálogo de su cultura.

## Texto de ejemplo

### Español
Todos los seres humanos nacen libres e iguales en dignidad y derechos. Están dotados de razón y conciencia y deben comportarse unos con otros con espíritu de hermandad.

### Escritura devanagari
नबिरकि केतबेनो कुरकपेद़ इणय कौडिद़ टुनड ऐन एणगकि चाकरियन निणग अगदु तेयिन: आह निणग अग अगदु निणग पावे मैनजेह. डडेनो ओरत कूकरुकि सडिद़, गोसणयिकिपावेसरयेतर, अद़िकिगोटडानडिन सोहजेतर आणय अवडप चोव, योहननह डडेनो बपतिसमेचह, अनते पापेकि मापि lगकि गुमेनारेकि बपतिसम सबान मेनतर सेगयह. अनते यिहुदिय.

### Escritura bengalí
নবিরকি কেতবেনো কুরকপেধ ইণয় কৌডিধ টুনড ঐন এণগকি চাকরিয়ন নিণগ অগদু তেয়িন: আহ নিণগ অগ অগদু নিণগ পাৱে মৈনজেহ. ডডেনো ওরত কূকরুকি সডিধ, গোসণয়িকিপাৱেসরয়েতর, অধিকিগোটডানডিন সোহজেতর আণয় অৱডপ চোৱ, য়োহননহ ডডেনো বপতিসমেচহ, অনতে পাপেকি মাপি lগকি গুমেনারেকি বপতিসম সবান মেনতর সেগয়হ. অনতে য়িহুদিয়.

### Escritura latina
Nabirki ketabeno kurkpeth iṅy kо̄ḍith Ṭunḍa ēn eṅgki chākriyan niṅg agdu teyin: āh niṅg ag agdu niṅg pāwe mēnjeh. Ḍaḍeno ort kúkruki saḍith, Gosaṅyikipāwesaryetra, athikigoṭḍānḍin sohjetra āṅy awḍp chow, Yohannah ḍaḍeno baptismechah, ante pāpeki māpi lagki gumenāreki baptisma sabān mentr segyah. Ante Yihudiya.